# Brionna Jones
Pour les articles homonymes, voir Jones.
Brionna Jones est une joueuse de basket-ball américaine née le 18 décembre 1995 à Baltimore, dans le Maryland. Elle évolue en WNBA au sein du Sun du Connecticut.
En 2017, elle signe en Russie avec Nadejda Orenbourg et y reste l'année suivante pour 16,1 points et 9,1 rebonds en championnat russe mais aussi et surtout 14,6 points et 10,9 rebonds en Euroligue puis 17,7 points et 10,8 rebonds en Eurocoupe.
Elle remporte l'Euroligue 2025 dans une victoire 66 à 53 sur Mersin.

## Palmarès

### En club
- Euroligue : 2025[4]

### En sélection nationale
- Médaille d’or de la Coupe du monde 2022